# Thangtong Gyalpo
Thangtong Gyalpo (Ölpa Lhartse (Boven-Tsang), 1385–1464 of 1361–1485), ook bekend onder de namen Drubthob Chakzampa (lcags zam pa) en Tsundru Zangpo (brtson 'grus bzang po) was een Tibetaans bruggenbouwer, architect en tulku. Hij staat bekend als de bedenker van de Tibetaanse operastijl lhamo.

## Werk

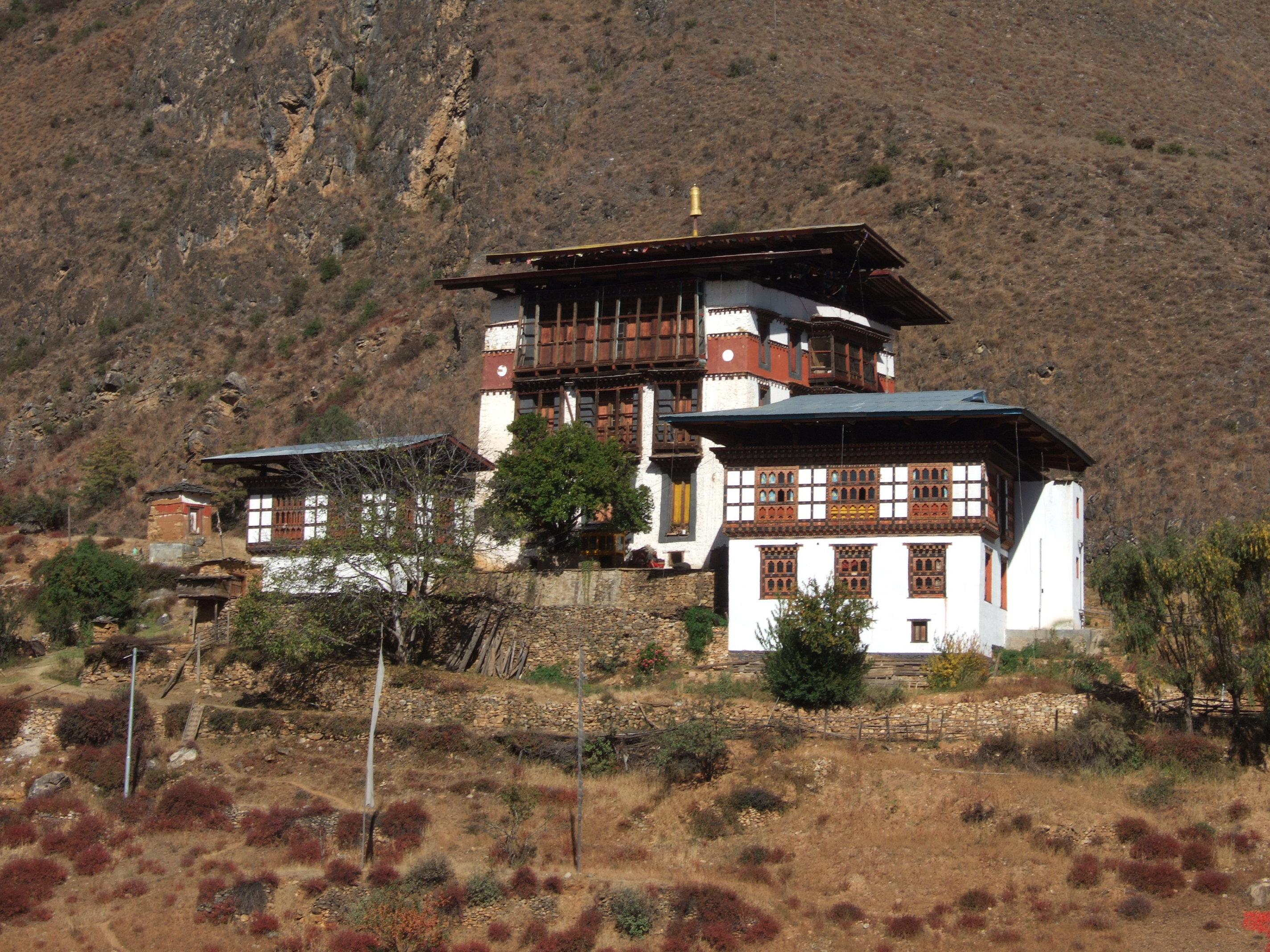
Tachog Lhakhang in Bhutan

Gyalpo zou 58 hangbruggen hebben gebouwd van ijzeren kettingen in Tibet en Bhutan, waarvan er begin 21e eeuw nog verschillende in gebruik zouden zijn. Ook worden aantallen genoemd als 108 hangbruggen en 118 oversteekbruggen.
Gyalpo opende een route in de regio Kongpo, waar hij het ijzer vandaan haalde voor zijn ijzeren bruggen.
Verder bouwde Gyalpo verschillende grote stoepa's van een ongebruikelijk ontwerp, waaronder de chörten in kumbumstijl in Chung Riwoche die hij begon te bouwen in 1449.
Hij bouwde onder meer het klooster Dege Gonchen in het centrum van de stad Derge, Kham, een sakyaklooster dat uitgroeide tot een van de drie grootste drukkerijen van Tibet.
In Bhutan bouwde hij meerdere kloosters, waaronder Dumtseg Lhakhang in Paro en Tachog Lhakhang.

## Lhamo-opera
Thangtong Gyalpo richtte een dans en muziekgroep op om de bouw van bruggen te financieren. Uit deze theatervoorstellingen ontstond de ache lhamo, een Tibetaanse operastijl die begin 21e eeuw nog steeds door Tibetanen wordt opgevoerd.
Gyalpo wordt gezien als de beschermheilige van het theater. Lhamo-optredens worden gewoonlijk opgevoerd met een altaar ernaast. Hierop wordt hij geëerd als de god van de drama, uitgebeeld als een oudere man met een witte baard, soms met ijzeren kettingen in de handen die verwijzen naar de bruggen die hij bouwde.

## Tulku
Hij beweerde van zichzelf dat hij de incarnatie was van Dolpopa Sherab Gyaltsen.
Hij wordt geassocieerd met de tradities Shangpa kagyü (kagyü uit het Shangpa-dal), nyingma en sakya in het Tibetaans boeddhisme. Binnen de Shangpa kagyü startte zijn eigen traditie, de thang lugs.